# Rhodophiala moelleri
Rhodophiala moelleri är en amaryllisväxtart som först beskrevs av Rodolfo Amando Philippi, och fick sitt nu gällande namn av Hamilton Paul Traub. Rhodophiala moelleri ingår i släktet Rhodophiala och familjen amaryllisväxter. Inga underarter finns listade i Catalogue of Life.